# Arend Braye

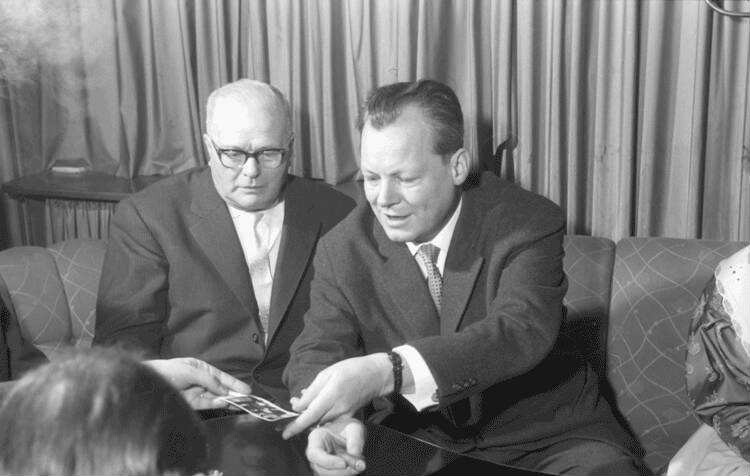
Arend Braye (links) mit Willy Brandt, 1960 in Lörrach

Arend Heinrich Braye (* 3. November 1890 in Grüppenbühren; † 23. August 1960 in Haltingen) war ein deutscher Gewerkschafter, Politiker, Mitglied des Landtages von Baden-Württemberg, ab 1. Januar 1949 Bürgermeister und von 1957 bis 1960 Oberbürgermeister von Lörrach.

## Leben
Am 3. November 1890 wurde Braye in Grüppenbühren geboren, mit drei Jahren wurde er schon Vollwaise. Er machte von 1905 bis 1908 die Ausbildung zum Schlosser in Karlsruhe und leistete von 1910 bis 1912 seinen Militärdienst ab. 1912 trat er der SPD bei und wurde ein Jahr später zum Vorsitzenden des SPD-Ortsvereins Haltingen gewählt. In den Jahren 1913/14 arbeitete er als Lokomotivheizer in Haltingen und diente während des Ersten Weltkrieges bis 1918 als Soldat. Nach dem Kriegsdienst und russischer Gefangenschaft kehrte er nach Deutschland zurück und arbeitete zwei Jahre wieder als Schlosser. Von 1919 bis 1933 war er Geschäftsführer bzw. Bevollmächtigter der Ortsgruppe Lörrach-Basel des freigewerkschaftlichen Einheitsverbandes der Eisenbahner Deutschlands (EdED).

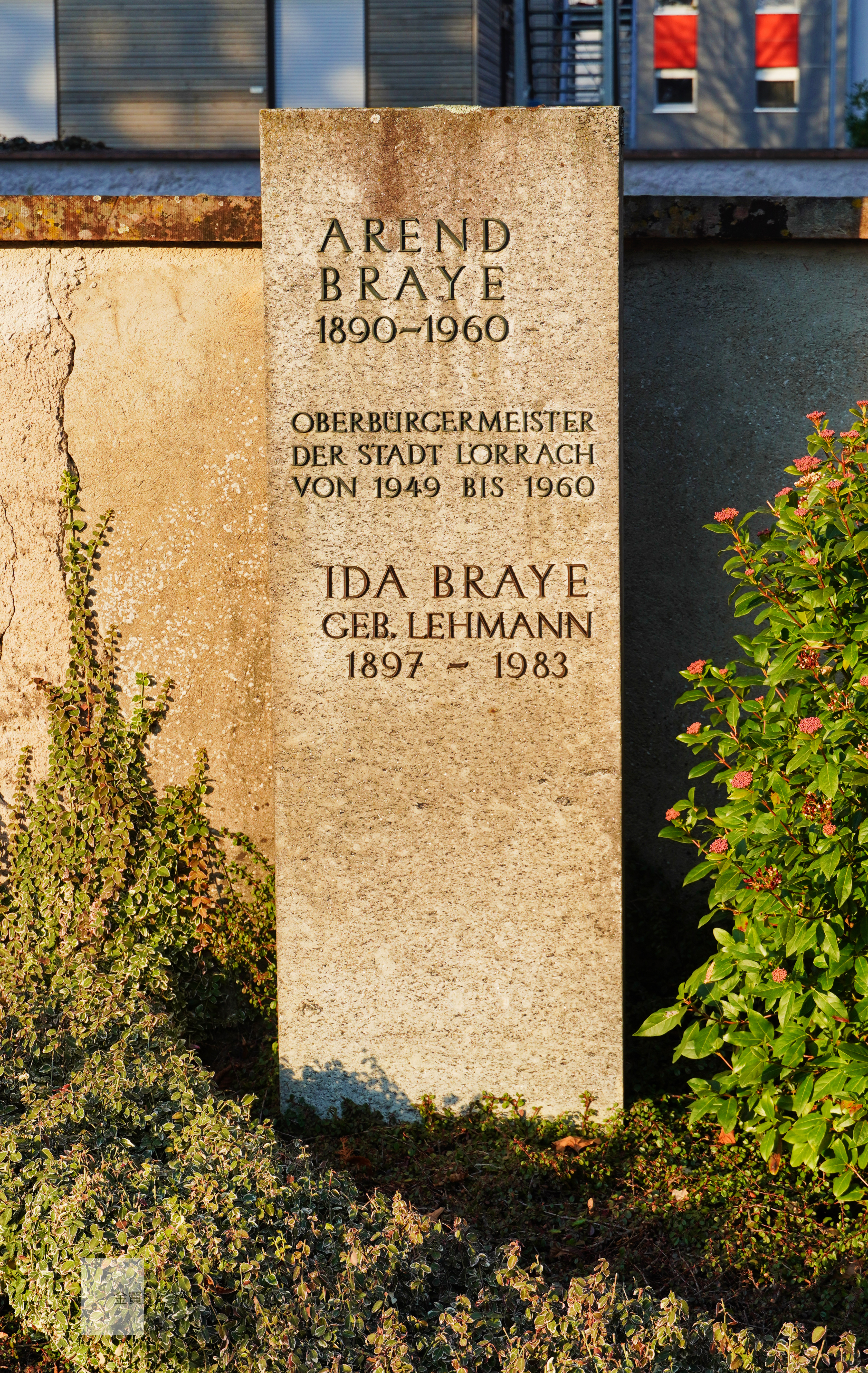
Grabstein Braye-Lehmann auf dem Hauptfriedhof in Lörrach

Im Jahre 1920 heiratete Braye Ida Lehmann (1897–1983). Braye war von 1919 bis 1925 und von 1927 bis 1933 Bürgermeister im Gemeinderat von Haltingen.
Nach der „Machtergreifung“ der NSDAP und der Zerschlagung der Gewerkschaften wurde Braye im August 1933 erwerbslos. Er schlug sich in den Folgejahren mit verschiedenen Tätigkeiten durch, u. a. als Vermittler bei der Basler Lebensversicherung und als Lagerverwalter. Infolge der „Aktion Gewitter“ nach dem gescheiterten Hitler-Attentat am 20. Juli 1944 wurde Braye verhaftet, kam zunächst ins Gerichtsgefängnis Lörrach, wurde später in den Konzentrationslagern Natzweiler und Dachau (vom 4. September 1944 bis 24. September 1944) inhaftiert.
Nach Ende des Zweiten Weltkriegs 1945 kehrte er nach Haltingen zurück und wurde von der französischen Besatzungsmacht im Juli desselben Jahres in Haltingen als Bürgermeister wieder eingesetzt. Dieses Amt behielt er bis 1948. Am 5. Dezember 1948 wurde Arend Braye zum Bürgermeister von Lörrach gewählt und in der Wiederwahl am 1. Dezember 1957 für weitere zwölf Jahre bestätigt. In seine Amtszeit fällt der Wiederaufbau der Stadt, die Eingliederung der Flüchtlingsströme, der soziale Wohnungsbau, der Bau des Städtischen Krankenhauses sowie der Albert-Schweitzer-Schule und der Neubau des Hebel-Gymnasiums. Nachfolger Brayes als Oberbürgermeister wurde Egon Hugenschmidt.
Gleichzeitig gehörte Braye von 1947 als Abgeordneter der SPD dem ersten Badischen Landtag an und blieb bis 1960 Mitglied des Landtages von Baden-Württemberg der ersten und zweiten Wahlperiode. Am Morgen des 23. August 1960 verstarb Braye an einem Herzinfarkt. Nach seinem Tod wurde auf dem Salzert eine Straße und in Weil am Rhein-Haltingen ein Weg nach ihm benannt.